# Charles Amable Lenoir
Charles Amable Lenoir, né Charles-Aimable Lenoire le 22 octobre 1860 à Angoulins et mort le 1er août 1926 à Paris, est un peintre français. Élève de William Bouguereau en 1883 après avoir été instituteur, il concourt quatre fois au Prix de Rome. Fidèle à la tradition académique, il peint des portraits et des scènes mythologiques et religieuses.

## Biographie

### Naissance et éducation
Charles Aimable Lenoire naît à Angoulins, petite ville proche de La Rochelle, dans une famille très modeste le 22 octobre 1860 (LH, p. 9). Son père, Aimable, est douanier et sa mère, Eliza Herbelot, couturière. La famille déménage à Fouras lorsque son père y est affecté. Sachant que sa famille ne l'aiderait pas à devenir artiste peintre, il décide de devenir enseignant et suit des études à l'école normale d'instituteurs de Lagord. Il devient maître d'études au Lycée de Rochefort en 1879. Il n'abandonne pas pour autant ses projets ; après avoir économisé, il part en 1883 à Paris avec une lettre de recommandation pour William Bouguereau, originaire de la même région (Tider-Toutant 1910, p. 5). Il intègre l'École des Beaux-Arts, devenant élève de Bouguereau et de Tony Robert-Fleury (LH, Rehs).

### Carrière
Il fait ses débuts au salon de Paris en 1887. Il concourt pour le Prix de Rome, concours dont il atteint à quatre reprises la phase finale et dont il finit par remporter le Second Grand Prix en 1889 pour son œuvre Jésus guérit le paralytique, avant de remporter le premier Second Grand Prix en 1890 pour Le reniement de saint Pierre. En 1900, Le Calme, portrait de sa nouvelle épouse Eugénie Lucchesi, est récompensé par la médaille de bronze au salon de Paris (LH, Rehs).
Il reçoit des mains de son maître William Bouguereau la Légion d'Honneur, sur décret du Ministère de l'Instruction Publique de juillet 1903.

### Décès
Il meurt à Paris le 1er août 1926 (LH, p. 3), et sera inhumé à Fouras le 4 août (LH, p. 4).

## Peintures
| Titre                               | Notes                                                             | Illustration |
| ----------------------------------- | ----------------------------------------------------------------- | ------------ |
| Victoire                            | Huile sur toile, 1919, 46 x 33 cm                                 |              |
| Le reniement de saint Pierre        |                                                                   |              |
| Jésus guérit le paralytique         |                                                                   |              |
| Rêverie                             | 1893                                                              |              |
| Le Calme                            | 1900, représentant sa femme, médaille de bronze au salon de Paris |              |
| Rêve d'Orient                       | Huile sur toile, 1912, 57,2 × 76,2 cm                             |              |
| À la recherche du temps perdu       |                                                                   |              |
| La Baigneuse                        |                                                                   |              |
| Jeanne d'Arc                        |                                                                   |              |
| Jeune fille grecque                 |                                                                   |              |
| Paysage près de sa maison de Fouras |                                                                   |              |
| (en) The Pink Rose                  |                                                                   |              |
| (en) The Flute Player               |                                                                   |              |
| (en) A Nymph In The Forest          |                                                                   |              |
| (es) Pandora                        |                                                                   |              |
| (it) Ragazza con ciliegie           |                                                                   |              |
| Andrée Lenoir                       |                                                                   |              |
| Elizabeth Jane Gardner Bouguereau   |                                                                   |              |
| (it) Danza presso il mare           |                                                                   |              |